# Panelus puncticollis
Panelus puncticollis là một loài bọ cánh cứng trong họ Bọ hung (Scarabaeidae).